# Hôpital du Cinquantenaire de Kinshasa
L'Hôpital du Cinquantenaire de Kinshasa és un hospital públic, el segon hospital més gran en la República Democràtica del Congo després de l'Hospital General de Kinshasa. L'hospital està situat al sud de Kinshasa. Té 515 llits, serveis quirúrgics, atén malalties contagioses, pediatria, ginecologia, obstetrícia, ENT, urologia, cardiologia, medicina respiratòria i altres serveis de salut.